# Liste der Baudenkmäler in Presseck
Auf dieser Seite sind die Baudenkmäler in dem oberfränkischen Markt Presseck zusammengestellt. Diese Tabelle ist eine Teilliste der Liste der Baudenkmäler in Bayern. Grundlage ist die Bayerische Denkmalliste, die auf Basis des Bayerischen Denkmalschutzgesetzes vom 1. Oktober 1973 erstmals erstellt wurde und seither durch das Bayerische Landesamt für Denkmalpflege geführt wird. Die folgenden Angaben ersetzen nicht die rechtsverbindliche Auskunft der Denkmalschutzbehörde.
 Diese Liste gibt den Fortschreibungsstand vom 5. November 2014 wieder und enthält 42 Baudenkmäler.

## Ensembles

### Ensemble Ortskern Presseck
Der Ortskern von Presseck (Lage), einer wohl schon vor dem 11. Jahrhundert angelegten slawischen Siedlung und von 1471 bis 1697 Gerichtssitz der Herren von Wildenstein, wird beherrscht von der spätgotischen evangelischen Pfarrkirche im nahezu kreisrunden Kirchhof, an dessen Ummauerung sich in dichter Folge Wohnhäuser und das ehemalige evangelische Schulhaus anlehnen. Östlich und zum Marktplatz hin ist dem Kirchbereich eine Gruppe von Häusern vorgelagert, darunter das ehemalige katholische Schulhaus. Der Baubestand stammt zum größten Teil aus der Zeit des wirtschaftlichen Aufschwungs nach 1806, als Presseck zum bayerischen Verwaltungs- und Gerichtssitz erhoben wurde. Aktennummer: E-4-77-148-1.

## Baudenkmäler nach Gemeindeteilen

### Presseck
| Lage                                      | Objekt                                                     | Beschreibung | Akten-Nr.     | Bild                                                       |
| ----------------------------------------- | ---------------------------------------------------------- | --- | ------------- | ---------------------------------------------------------- |
| Helmbrechtser Straße 1 (Standort)         | Wohnhaus                                                   | Zweigeschossiger Satteldachbau mit verschiefertem Fachwerkobergeschoss, Sandsteinrahmungen, um 1830 | D-4-77-148-2  | BW                                                         |
| Nähe Helmbrechtser Straße (Standort)      | Friedhof                                                   | Anlage von 1828 mit Sandsteinquaderummauerung von 1831 | D-4-77-148-3  | BW                                                         |
| Nähe Helmbrechtser Straße (Standort)      | Friedhofskapelle                                           | Neugotischer Sandsteinquaderbau unter Satteldach, 1852, bezeichnet „1866“; mit Ausstattung | D-4-77-148-4  | BW                                                         |
| Kirchbergweg 2 (Standort)                 | Wohnhaus                                                   | Zweigeschossiger Satteldachbau mit verschiefertem Obergeschoss und Sandsteinrahmungen, 19. Jahrhundert                                                                                                  | D-4-77-148-5  | BW                                                         |
| Kirchbergweg 4, Kirchbergweg 6 (Standort) | Doppelwohnhaus                                             | Zweigeschossiger Satteldachbau, Sandsteinrahmung, frühes 19. Jahrhundert | D-4-77-148-6  | BW                                                         |
| Kirchbergweg 8 (Standort)                 | Wohnhaus                                                   | Zweigeschossiger Satteldachbau, Giebel verschiefert, Sandsteinrahmungen, frühes 19. Jahrhundert | D-4-77-148-7  | BW                                                         |
| Kirchbergweg 10 (Standort)                | Wohnhaus                                                   | Zweigeschossiger Satteldachbau, Sandsteinrahmungen, Giebel verschiefert, frühes 19. Jahrhundert | D-4-77-148-8  | BW                                                         |
| Marktplatz 7 (Standort)                   | Wohnstallhaus                                              | Zweigeschossiger Halbwalmdachbau, verputztes Fachwerkobergeschoss, wohl noch 18. Jahrhundert | D-4-77-148-10 | BW                                                         |
| Marktplatz 11 (Standort)                  | Evangelisch-lutherische Pfarrkirche Heilige Dreifaltigkeit | Putzbau mit Sandsteingliederungen und Strebepfeilern, Westturm über quadratischem Grundriss, Spitzhelm, im Kern 14. Jahrhundert, Ausbau spätes 15. Jahrhundert, Erneuerung von 1645/50; mit Ausstattung | D-4-77-148-11 | Evangelisch-lutherische Pfarrkirche Heilige Dreifaltigkeit |
| Marktplatz 12 (Standort)                  | Ehemaliges katholisches Schulhaus                          | Zweigeschossiger Satteldachbau mit Sandsteingliederung, bezeichnet „1830“ | D-4-77-148-12 | BW                                                         |
| Marktplatz 13 (Standort)                  | Ehemaliges evangelisches Schulhaus                         | Zweigeschossiger Walmdachbau mit Sandsteingliederung, bezeichnet „1825“ | D-4-77-148-13 | BW                                                         |
| Marktplatz 14 (Standort)                  | Wohnhaus                                                   | Zweigeschossiger Walmdachbau mit verschiefertem Obergeschoss, Sandsteinrahmungen, um 1800 | D-4-77-148-14 | BW                                                         |
| Stadtsteinacher Straße 4 (Standort)       | Wohnhaus                                                   | Gegliederter Walmdachputzbau mit Mittelrisalit, spätes 19. Jahrhundert | D-4-77-148-15 | BW                                                         |

### Daigmühle
| Lage                                       | Objekt | Beschreibung               | Akten-Nr.     | Bild |
| ------------------------------------------ | ------ | -------------------------- | ------------- | ---- |
| Daigmühle 1, bei der Teichmühle (Standort) | Marter | Sandstein, 17. Jahrhundert | D-4-77-148-39 | BW   |

### Elbersreuth
| Lage                      | Objekt        | Beschreibung | Akten-Nr.     | Bild          |
| ------------------------- | ------------- | --- | ------------- | ------------- |
| Elbersreuth 1a (Standort) | Wohnstallhaus | Eingeschossiger Halbwalmdachbau mit verschiefertem Giebeltrapez, erstes Viertel 19. Jahrhundert, Sandsteinquadergiebel spätes 19. Jahrhundert | D-4-77-148-17 | Wohnstallhaus |
| Elbersreuth 18 (Standort) | Wohnstallhaus | Eingeschossiger Satteldachbau, Sandsteinrahmungen, bezeichnet „1838“, im Kern älter                                                           | D-4-77-148-18 | Wohnstallhaus |

### Elbersreuthermühle
| Lage                             | Objekt              | Beschreibung                                                                                 | Akten-Nr.     | Bild                |
| -------------------------------- | ------------------- | -------------------------------------------------------------------------------------------- | ------------- | ------------------- |
| Elbersreuthermühle 38 (Standort) | Elbersreuther Mühle | Zweigeschossiger Satteldachbau mit verschiefertem Giebel, im Kern um 1500, bezeichnet „1929“ | D-4-77-148-41 | Elbersreuther Mühle |

### Heinersreuth
| Lage                       | Objekt                                   | Beschreibung | Akten-Nr.     | Bild                      |
| -------------------------- | ---------------------------------------- | --- | ------------- | ------------------------- |
| Heinersreuth 16 (Standort) | Altes Schloss der Herren von Wildenstein | Zweigeschossiger Satteldachbau mit hohem Kellergeschoss, verschiefertem Obergeschoss und Turm des 17./18. Jahrhunderts, südlicher Teil im Kern wohl 16. Jahrhundert, Anbau von 1922; Zugehörige Nebengebäude und Ummauerung mit Torpfeilern | D-4-77-148-19 | weitere Bilder            |
| Heinersreuth 16 (Standort) | Neues Schloss                            | Zweigeschossiger Walmdachbau, 1827 für Maximilian Freiherr von Lerchenfeld nach Entwürfen von Georg Moller, Darmstadt, errichtet, hölzerne Veranda von 1910; mit Ausstattung                                                                | D-4-77-148-20 | Neues Schloss             |
| Heinersreuth 19 (Standort) | Ehemalige Schlossökonomie                | Zweigeschossiger Wohnstallbau mit Walmdach, teils Sandsteinquaderbau, Sandsteingliederungen, spätes 18. Jahrhundert | D-4-77-148-21 | Ehemalige Schlossökonomie |

### Katzengraben
| Lage                                       | Objekt   | Beschreibung                                                  | Akten-Nr.     | Bild |
| ------------------------------------------ | -------- | ------------------------------------------------------------- | ------------- | ---- |
| an der Straße nach Katzengraben (Standort) | Wegkreuz | Gusseisenkruzifix mit Sandsteinsockel, historistisch, um 1900 | D-4-77-148-42 | BW   |

### Köstenberg
| Lage                     | Objekt        | Beschreibung                                       | Akten-Nr.     | Bild          |
| ------------------------ | ------------- | -------------------------------------------------- | ------------- | ------------- |
| Köstenberg 10 (Standort) | Wohnstallhaus | Eingeschossiger Halbwalmdachbau, bezeichnet „1832“ | D-4-77-148-22 | Wohnstallhaus |

### Köstenhof
| Lage                     | Objekt                                      | Beschreibung                                                               | Akten-Nr.     | Bild |
| ------------------------ | ------------------------------------------- | -------------------------------------------------------------------------- | ------------- | ---- |
| Köstenberg 11 (Standort) | Freiherrlich von Lerchenfeldsches Forsthaus | Eingeschossiger Wohnstallbau mit Halbwalmdach, Sandsteinrahmungen, um 1825 | D-4-77-148-23 | BW   |

### Kunreuth
| Lage                   | Objekt    | Beschreibung                                          | Akten-Nr.     | Bild      |
| ---------------------- | --------- | ----------------------------------------------------- | ------------- | --------- |
| Kunreuth 12 (Standort) | Kleinhaus | Eingeschossiger Satteldachbau, frühes 19. Jahrhundert | D-4-77-148-24 | Kleinhaus |

### Premeusel
| Lage                    | Objekt        | Beschreibung                                                                       | Akten-Nr.     | Bild          |
| ----------------------- | ------------- | ---------------------------------------------------------------------------------- | ------------- | ------------- |
| Premeusel 13 (Standort) | Wohnstallhaus | Eingeschossiger Halbwalmdachbau mit verschiefertem Giebeltrapez, bezeichnet „1849“ | D-4-77-148-25 | Wohnstallhaus |

### Reichenbach
| Lage                                              | Objekt    | Beschreibung | Akten-Nr.     | Bild      |
| ------------------------------------------------- | --------- | --- | ------------- | --------- |
| ca. 200 m nordwestlich von Reichenbach (Standort) | Marter    | Gusseisernes Kruzifix mit tabernakelähnlichem Sockel auf hoher Granitstele; Inschrift: „errichtet von Andreas Hildner, Ökonom, Kathi Hildner 1913“ | D-4-77-148-45 | Marter    |
| an der Straße nach Altenreuth (Standort)          | Wegekreuz | Gusseisernes Kruzifix auf Sandsteinsockel, um 1900                                                                                                 | D-4-77-148-47 | Wegekreuz |

### Rützenreuth
| Lage                      | Objekt        | Beschreibung                                                                    | Akten-Nr.     | Bild |
| ------------------------- | ------------- | ------------------------------------------------------------------------------- | ------------- | ---- |
| Rützenreuth 10 (Standort) | Wohnstallhaus | Eingeschossiger Satteldachbau mit verschiefertem Giebel, frühes 19. Jahrhundert | D-4-77-148-26 | BW   |

### Schlopp
| Lage                  | Objekt   | Beschreibung | Akten-Nr.     | Bild |
| --------------------- | -------- | --- | ------------- | ---- |
| Schlopp 10 (Standort) | Wohnhaus | Zweigeschossiger Mansardwalmdachbau mit verputztem Fachwerkobergeschoss, Sandsteinrahmungen, Mitte 18. Jahrhundert | D-4-77-148-27 | BW   |

### Schnebes
| Lage                   | Objekt        | Beschreibung                                                     | Akten-Nr.     | Bild          |
| ---------------------- | ------------- | ---------------------------------------------------------------- | ------------- | ------------- |
| Schnebes 10 (Standort) | Wohnstallhaus | Eingeschossiger Halbwalmdachbau, letztes Viertel 18. Jahrhundert | D-4-77-148-28 | Wohnstallhaus |
| in Schnebes (Standort) | Bildstock     | Von 1756, mit reicher figürlicher und dekorativer Ausschmückung  | D-4-77-148-29 | Bildstock     |

### Seubetenreuth
| Lage                                   | Objekt           | Beschreibung                     | Akten-Nr.     | Bild |
| -------------------------------------- | ---------------- | -------------------------------- | ------------- | ---- |
| in Seubetenreuth, Ortsmitte (Standort) | Bildstockaufsatz | Sandstein, Mitte 19. Jahrhundert | D-4-77-148-30 | BW   |

### Trottenreuth
| Lage                      | Objekt    | Beschreibung | Akten-Nr.     | Bild |
| ------------------------- | --------- | --- | ------------- | ---- |
| Trottenreuth 2 (Standort) | Kleinhaus | Zweigeschossiger Satteldachbau, Erdgeschoss massiv, Fachwerkobergeschoss zum Teil verschiefert, frühes 19. Jahrhundert | D-4-77-148-31 | BW   |

### Waffenhammer
| Lage                     | Objekt                                                 | Beschreibung                                                              | Akten-Nr.     | Bild           |
| ------------------------ | ------------------------------------------------------ | ------------------------------------------------------------------------- | ------------- | -------------- |
| Wildenstein 3 (Standort) | Ehemaliges Wohnstallhaus, später Gasthaus Waffenhammer | Zweigeschossiger Satteldachbau mit Sandsteingliederung, bezeichnet „1831“ | D-4-77-148-32 | weitere Bilder |

### Wartenfels
| Lage                         | Objekt                                   | Beschreibung                                                                                        | Akten-Nr.     | Bild                         |
| ---------------------------- | ---------------------------------------- | --------------------------------------------------------------------------------------------------- | ------------- | ---------------------------- |
| Wartenfels 7 (Standort)      | Katholische Pfarrkirche St. Bartholomäus | Neugotischer Putzbau mit Sandsteingliederung, 1859–64; mit Ausstattung                              | D-4-77-148-33 | weitere Bilder               |
| Wartenfels 20 (Standort)     | Türrahmung                               | Sandstein, bezeichnet „1845“                                                                        | D-4-77-148-36 | BW                           |
| Wartenfels 30 (Standort)     | Sogenanntes Schloßbauerhaus              | Zweigeschossiger Halbwalmdachbau mit Sandsteingliederungen, modern bezeichnet „1850“                | D-4-77-148-35 | Sogenanntes Schloßbauerhaus  |
| Wartenfels 41 (Standort)     | Wohnhaus                                 | Zweigeschossiger Satteldachbau, Sandsteinrahmungen, im Kern 1798 (bezeichnet) und bezeichnet „1865“ | D-4-77-148-37 | Wohnhaus                     |
| Vor Wartenfels 92 (Standort) | Marter                                   | Sandsteinsäule, 1754                                                                                | D-4-77-148-38 | BW                           |
| in Wartenfels (Standort)     | Katholische Friedhofskapelle             | Putzbau mit verschiefertem Satteldach und Dachreiter, Mitte 18. Jahrhundert                         | D-4-77-148-34 | Katholische Friedhofskapelle |

### Wustuben
| Lage                       | Objekt        | Beschreibung                                                           | Akten-Nr.     | Bild |
| -------------------------- | ------------- | ---------------------------------------------------------------------- | ------------- | ---- |
| Heinersreuth 34 (Standort) | Wohnstallhaus | Eingeschossiger Halbwalmdachbau, Sandsteinrahmungen, bezeichnet „1818“ | D-4-77-148-40 | BW   |